# 장애 극복 기능
장애 극복 기능(영어: failover, 페일오버)은 컴퓨터 서버, 시스템, 네트워크 등에서 이상이 생겼을 때 예비 시스템으로 자동전환되는 기능이다. 시스템 대체 작동 또는 장애 조치라고도 한다.
반면 사람이 수동으로 전환을 실시하는 것을 스위치 오버라고 한다.
시스템 설계에서 높은 가용성과 신뢰성이 요구되는 경우, 페일오버 기능을 탑재하는 것이 일반적이다.
경우에 따라서는, 자동적인 페일오버가 바람직하지 않은 경우도 있는데, 그 경우에는 인간이 개입하고 페일오버를 실시한다.
이 경우에도 사람은 승인만 하고, 페일오버 처리 자체는 자동적으로 이루어진다.
한편 페일백(failback)은 페일오버에 따라 전환된 서버/시스템/네트워크를 장애가 발생하기 전의 상태로 되돌리는 처리를 말한다.

## 역사
"페일오버(failover)"라는 용어는 훨씬 더 일찍 엔지니어들이 사용했을 수도 있지만 1962년 기밀 해제된 NASA 보고서에서 볼 수 있다. "스위치오버"(switchover)라는 용어는 1950년대 '핫'(hot) 및 '콜드'(cold) 대기 시스템을 설명할 때 사용되었으며, 현재는 실행 중인 시스템(핫)으로의 즉각적인 전환과 시작이 필요한 시스템(콜드)으로의 지연된 전환을 의미한다. 1957년 회의 자료에서는 비상 스위치오버(예: 페일오버)과 예약된 페일오버(유지 관리용)가 모두 포함된 컴퓨터 시스템을 설명한다.

## 같이 보기
- 장애 허용 시스템
- 안전공학
- 컴퓨터 클러스터
- 데이터 무결성
- 재난 복구 계획
- 부하분산